# (30827) Lautenschläger
(30827) Lautenschläger est un astéroïde de la ceinture principale.

## Description
(30827) Lautenschlager est un astéroïde de la ceinture principale. Il fut découvert le 10 octobre 1990 à Tautenburg par Lutz Dieter Schmadel et Freimut Börngen. Il présente une orbite caractérisée par un demi-grand axe de 2,37 UA, une excentricité de 0,14 et une inclinaison de 4,0° par rapport à l'écliptique.

## Compléments